# Listroptera carbonaria
Listroptera carbonaria är en skalbaggsart som beskrevs av Louis Alexandre Auguste Chevrolat 1855. Listroptera carbonaria ingår i släktet Listroptera och familjen långhorningar.
Artens utbredningsområde är Venezuela. Inga underarter finns listade i Catalogue of Life.